# Ligota Prószkowska
Ligota Prószkowska est une localité polonaise du gmina de Prószków dans la voïvodie et le powiat d'Opole.